# 13441 Janmerlin
A 13441 Janmerlin (ideiglenes jelöléssel 2098 P-L) a Naprendszer kisbolygóövében található aszteroida. Cornelis Johannes van Houten, Ingrid van Houten-Groeneveld és Tom Gehrels fedezte fel 1960. szeptember 24-én.